# Drummond (Idaho)
Drummond es una ciudad ubicada en el condado de Fremont en el estado estadounidense de Idaho. En el año 2010 tenía una población de 16 habitantes y una densidad poblacional de 53,33 personas por km².

## Geografía
Drummond se encuentra ubicado en las coordenadas 43°59′57″N 111°20′38″O / 43.99917, -111.34389. Según la Oficina del Censo, la localidad tiene un área total de 0,3 km² (0,1 mi²), de la cual 0,3 km² (0,1 mi²) es tierra y 0 km² (0 mi²) (0.0%) es agua.

## Demografía
En el 2000 la renta per cápita promedia del hogar era de $12,500, y el ingreso promedio para una familia era de $52,917. En 2000 los hombres tenían un ingreso per cápita de $36,250 contra $0 para las mujeres. El ingreso per cápita para la localidad era de $15,164. Alrededor del 35.7% de la población estaba bajo el umbral de pobreza nacional.